# Guerrera Nortman

Escudo de armas de la casa de Altavilla.

Guerrera Nortman fue la VI condesa de Geraci, sobre el año 1195. Fue hija de Ruggero Nortman, de Altavilla y de Creón y de su esposa y pariente Margarita Nortman, de alta estirpe.

## Títulos
- VI condesa de Geraci.
- Señora de Castronovo.
- Baronesa de Tussa.
- Condesa de Ischia.
- Señora de Gangi.[2]

## Biografía
En 1196 Guerrera de Creon (Creon, Craon, Creone…) amplió y fortificó el castillo de San Mauro Castelverde, debiéndose a ella la construcción de dos torreones defensivos: los de la Magdalena y San Marco. Igualmente, potenció las defensas y fortificó Castellucio (Castel di Lucio).
Guerrera de Creon, condesa en 1195, casó con Alduino, descendiente de Desiderio, último rey de los Longobardos, en la opinión tradicional, sin pruebas. Pero el conde Elia de Altavilla, señor de Gesualdo, Candia y Lapio, casó seguramente con una Guerrera, que puede ser la misma de Creon. No obstante, Candia y Lapio pertenecen al nieto de Guerrera, Alduino de Geraci, VIII Conde de Geraci.
Donó una renta a la abadía di Santo Spirito di Palermo. Contribuyó también a la reconstrucción de las defensas de Castellucio, una vez que dicha localidad entró a formar parte del feudo de Geraci.
Igualmente, obtuvo el señorío de Gangi para el condado de Geraci
A la condesa Gerrera de Geraci es atribuida la división entre Geraci y Petralia.

## Línea de sucesión en elcondado de Geraci
| Predecesor: Ruggero Nortman, de Altavilla y de Creón | VI Condesa de Geraci | Sucesor: Ruggero Nortman de Geraci |